# Алан Рибак
Алан Рибак (пол. Alan Rybak, нар. 1 грудня 2006, Варшава, Польща) — польський футболіст, нападник клубу «Ягеллонія».

## Ігрова кар'єра

### Клубна
Юнацька кар'єра Алана Рибака пройшла в клубі «Погонь» (Седльці). У 2021 році футболіст приєднався до клубу «Ягеллонія».
З 2023 року Рибак почав грати за резервний склад «Ягеллонію». В тому ж сезоні він дебютував в першій команді клубу. 27 серпня 2023 року Рибак вийшов на заміну в кінці матчу чемпіонату Польщі проти «Гурника». Протягом сезону футболіст зіграв чотири матчі в першій команді і отримав свою золоту медаль чемпіона Польщі.

### Збірна
З 2023 року Алан Рибак виступає за юнацькі збірні Польщі.

## Титули
Ягеллонія
 Чемпіон Польщі: 2023/24